# Marjon Mudde
Marjon Mudde est une artiste plasticienne néerlandaise, créatrice de gravures et de livres d'artiste, née en 1958 aux Pays-Bas.

## Biographie
Marjon Mudde est diplômée des beaux-arts aux Pays-Bas, de l’École supérieure des beaux-arts de Paris (ENSBA) et d’une licence sur le livre ancien à Toulouse,.
Elle s’installe en 1982 à Lauzerte dans le Tarn-et-Garonne.
Elle est lauréate en 1988 du prix Lacourière, qui récompense un graveur ou une graveuse en taille-douce de moins de 45 ans.
Et elle réalise en 2018 un livre d’art à partir de six poèmes de l’écrivain maroco-néerlandais Fouad Laroui, Par-dessus les murs.

## Œuvres
- Baume noir, Édition Artfolage - 2023  (ISBN 9782492498107)
- Huit mois pour un jour, Édition Artfolage - 2019  (ISBN 9782956387459)
- Bateau, Édition Lauzerte – Atelier du Milieu – 2003, n.p. ; ill. ; 21 × 10 cm, français, Livre-origami en papier recyclé. Reliure spirale. (livre d'artiste)
- Adèle et Maria, Texte de Marie-José Lafon – Atelier du Milieu – 2004 (livre d'artiste)
- Conte pour récupérer, Édition Lauzerte - Atelier du Milieu – 2004, n.p. ; ill. ; 18 cm, français (livre d'artiste)
- Le Damier, Texte Jean Claude Tardif, Édition Lauzerte – Atelier du Milieu – 2007, n.p. ; ill. ; 12 × 12 cm fermé, 23 × 46 cm ouvert, français, (livre d'artiste)
- Cinq doigts voyageurs, Édition Lauzerte – Atelier du Milieu – 2010, n.p. ; ill. ; 17 × 21 cm, français, linogravure et collages. 5 doubles-pages en pop-up sur papier recyclé et papier de riz, reliure spirale métallique. (livre d'artiste)  (ISBN 2-915366-08-X)
- La Complainte du voyageur – 2014, 17 × 7 cm (livre d'artiste)
- ABCDaire, Édition Lauzerte – Atelier du Milieu – 2015, 1 vol. (n.p.) ; ill. ; 9,5 x 9,5 x 5 cm ; dans un coffret, français (livre d'artiste)
- N'y voir que du bleu, Édition Lauzerte – Atelier du Milieu – 2018, 1 vol. (n.p.) ; ill. ; 33 cm, français, inspiré par Les Contes du temps passé de Charles Perrault (livre d'artiste)
- Par-dessus les murs, avec Fouad Laroui, Édition La Ville haute – 2018, 24 x 24 x 3,5 cm (livre d'artiste)